# Thiago Lucas
Thiago Lucas (Pernambuco, 1987) é historiador ilustrador e cartunista.

## Biografia
Thiago Lucas, nasceu em Recife, Pernambuco, em 1987.
Trabalhou como charguista e ilustrador no jornal Folha de Pernambuco, no ano de 2009 à 2015.
Hoje em dia colabora com o Jornal do Commercio, na mesma função do emprego anterior.

## Formação
Historiador formado pela Universidade Federal de Pernambuco (UFPE), pós graduado em história pela Universidade Católica de Pernambuco  (UNICAP).

## Prêmios
1. World Humor 2019, na categoria caricatura tema livre, em Salsomaggiore Terme, Itália; [3]